# Mistrzostwa Europy U-17 w Piłce Nożnej 2025 (eliminacje)
Eliminacje do Mistrzostw Europy U-17 w piłce nożnej rozpoczną się 9 października 2024, a zakończą się w 2025 roku. Eliminacje mają na celu wyłonienie siedmiu drużyn, które obok gospodarza, reprezentacji Albanii zagrają w turnieju finałowym. Piłkarze urodzeni po 1 stycznia 2007 roku są dopuszczeni do gry.
Eliminacje mają również na celu wyłonienie 11 drużyn, które zagrają na Mistrzostwach Świata U-17 2025 w Katarze.

## Format eliminacji
W kwalifikacjach bierze udział 54 reprezentacje, czyli wszystkie oprócz zdyskwalifikowanej Rosji. Najpierw zmagania toczą się w rundzie 1, gdzie zespoły są podzielone na 14 grup. Zwycięzcy i wicemistrzowie grup zagrają w lidze A rundy 2, natomiast pozostałe zespoły - lidze B. Zwycięzcy grup ligi A rundy 2 awansują do turnieju finałowego, w przypadku, jeśli gospodarz awansował również z eliminacji, do turnieju dostaje się najlepszy zespół z drugich miejsc.

## Losowanie grup
Na podstawie:
Do udziału w eliminacjach zgłosiły się 54 federacje krajowe, czyli wszystkie z wyjątkiem Rosji, która jest zdyskwalifikowana. Gospodarz również musi brać udział w eliminacjach, pomimo że ma zapewnione miejsce w turnieju. Drużyny zostały podzielone na cztery koszyki po czternaście reprezentacji i jeden koszyk siedmiozespołowy. Ze względów politycznych w jednej grupie nie mogły znaleźć się reprezentacje:
- Hiszpanii oraz Gibraltaru
- Bośni i Hercegowiny oraz Kosowa
- Kosowa oraz Serbii
- Białorusi i Ukrainy

| Koszyk 1 |
| --- |
| Holandia U-17 Francja U-17 Włochy U-17 Hiszpania U-17 Niemcy U-17 Portugalia U-17 Belgia U-17 Anglia U-17 Serbia U-17 Irlandia U-17 Polska U-17 Dania U-17 Węgry U-17 Szwajcaria U-17 |

| Koszyk 2 |
| --- |
| Szwecja U-17 Słowenia U-17 Czechy U-17 Norwegia U-17 Izrael U-17 Szkocja U-17 Turcja U-17 Bośnia i Hercegowina U-17 Ukraina U-17 Chorwacja U-17 Grecja U-17 Islandia U-17 Słowacja U-17 Austria U-17 |

| Koszyk 3 |
| --- |
| Finlandia U-17 Białoruś U-17 Walia U-17 Rumunia U-17 Gruzja U-17 Bułgaria U-17 Cypr U-17 Łotwa U-17 Irlandia Północna U-17 Czarnogóra U-17 Luksemburg U-17 Kosowo U-17 Albania U-17 Macedonia Północna U-17 |

| Koszyk 4 |
| --- |
| Estonia U-17 Kazachstan U-17 Azerbejdżan U-17 Andora U-17 Litwa U-17 Mołdawia U-17 Wyspy Owcze U-17 Malta U-17 Armenia U-17 San Marino U-17 Liechtenstein U-17 Gibraltar U-17 |

## I Runda
Na podstawie:
W przypadku równej liczby punktów, zespoły są klasyfikowane według następujących zasad.
1. liczba punktów zdobytych w meczach między tymi drużynami,
2. różnica bramek strzelonych w meczach tych drużyn,
3. bramki zdobyte w meczach tych drużyn,
4. bramki na wyjeździe zdobyte w meczach tych drużyn,
5. jeśli więcej niż dwie drużyny miały identyczny dorobek i po zastosowaniu powyższych zasad wciąż co najmniej dwie drużyny mają identyczny dorobek, powyższe zasady stosuje się ponownie tylko dla zainteresowanych drużyn. Jeśli nie da to rozstrzygnięcia i wciąż dwie drużyny będą miały identyczny dorobek stosuje się zasady poniżej,
6. różnica bramek we wszystkich meczach grupowych,
7. liczba strzelonych bramek we wszystkich meczach grupowych,
8. liczba strzelonych bramek we wszystkich meczach wyjazdowych,
9. liczba wygranych meczów w fazie grupowej,
10. liczba wygranych meczów wyjazdowych w fazie grupowej,
11. liczba kar indywidualnych we wszystkich meczach (1 punkt za żółtą kartkę, 3 punkty za czerwoną kartkę (również tę za dwie żółte kartki)),
12. pozycja w rankingu UEFA.

Legenda do tabelek
- Pkt – liczba punktów
- M – liczba meczów
- W – wygrane
- R – remisy
- P – porażki
- Br+ – bramki zdobyte
- Br− – bramki stracone
- +/− – różnica bramek

### Grupa 1
Wszystkie mecze tej grupy odbyły się na Malcie w dniach 24-30 października.
| Lp. | Drużyna          | M | Mecze | Mecze | Mecze | Bramki | Bramki | Bramki | Pkt |
| Lp. | Drużyna          | M | W     | R     | P     | +      | −      | +/−    | Pkt |
| --- | ---------------- | - | ----- | ----- | ----- | ------ | ------ | ------ | --- |
| 1.  | Anglia U-17 (A)  | 3 | 3     | 0     | 0     | 12     | 2      | +10    | 9   |
| 2.  | Szwecja U-17 (A) | 3 | 2     | 0     | 1     | 9      | 5      | +4     | 6   |
| 3.  | Łotwa U-17       | 3 | 1     | 0     | 2     | 5      | 7      | −2     | 3   |
| 4.  | Malta U-17 (H)   | 3 | 0     | 0     | 3     | 1      | 13     | −12    | 0   |

| 24 października 2024 11:00 CEST | Anglia U-17 · Ezenwata 12', 53' · Dowman 68' · Tyjon 90+4' | 4:0(1:0)Raport | Malta U-17 | Centenary Stadium, Ta' Qali (Malta) Widzów: 407 Sędzia: Florian Lata |
|                                 |                                                            |                |            |                                                                      |

| 24 października 2024 14:30 CEST | Łotwa U-17 · Gomins 16' | 1:2(1:1)Raport | Szwecja U-17 · 33' Saeed · 55' Brantlind | Centenary Stadium, Ta' Qali (Malta) Widzów: 44 Sędzia: Georgi Ginchev |
|                                 |                         |                |                                          |                                                                       |

| 27 października 2024 11:00 CET | Anglia U-17 · Rawlings 17' · Williams-Barnett 30' · Tyjon 34' · Howell 57' | 4:0(3:0)Raport | Łotwa U-17 | Centenary Stadium, Ta' Qali (Malta) Widzów: 120 Sędzia: Miloš Savović |
|                                |                                                                            |                |            |                                                                       |

| 27 października 2024 14:30 CET | Szwecja U-17 · Öberg 9' · Brantlind 21', 77' · Pavey 73' · Arrhov 86' | 5:0(2:0)Raport | Malta U-17 | Centenary Stadium, Ta' Qali (Malta) Widzów: 332 Sędzia: Georgi Ginchev |
|                                |                                                                       |                |            |                                                                        |

| 30 października 2024 11:00 CET | Malta U-17 · Grech 13' | 1:4(1:3)Raport | Łotwa U-17 · 5' Vella 5' (sam.) · Butriks 33' · Beķeris 38' · 85' Doroņins | Centenary Stadium, Ta' Qali Widzów: 187 Sędzia: Miloš Savović |
|                                |                        |                |                                                                            |                                                               |

| 30 października 2024 14:30 CET | Szwecja U-17 · Saeed 26' · Hedlöf 90+3' | 2:4(1:1)Raport | Anglia U-17 · 40' Walsh · 47' Dike · 74' (k) Gorman · 90+1' Dowman | Centenary Stadium, Ta' Qali (Malta) Widzów: 116 Sędzia: Florian Lata |
|                                |                                         |                |                                                                    |                                                                      |

### Grupa 2
Wszystkie mecze tej grupy odbyły się w Słowenii w dniach 9-15 października.
| Lp. | Drużyna              | M | Mecze | Mecze | Mecze | Bramki | Bramki | Bramki | Pkt |
| Lp. | Drużyna              | M | W     | R     | P     | +      | −      | +/−    | Pkt |
| --- | -------------------- | - | ----- | ----- | ----- | ------ | ------ | ------ | --- |
| 1.  | Polska U-17 (A)      | 3 | 2     | 1     | 0     | 13     | 2      | +11    | 7   |
| 2.  | Słowenia U-17 (A, H) | 3 | 2     | 1     | 0     | 5      | 3      | +2     | 7   |
| 3.  | Gruzja U-17          | 3 | 1     | 0     | 2     | 4      | 6      | −2     | 3   |
| 4.  | Armenia U-17         | 3 | 0     | 0     | 3     | 1      | 12     | −11    | 0   |

| 9 października 2024 15:30 CEST | Polska U-17 · Karmelita 11', 41' · Siniawski 18', 30', 37' · Falkiewicz 39' · Skorb 70' · Delikat 85' | 8:0(6:0)Raport | Armenia U-17 | Stadion Miejski, Ptuj (Słowenia) Widzów: 41 Sędzia: Roman Jitari |
|                                | |                |              |                                                                  |

| 9 października 2024 15:30 CEST | Gruzja U-17 · Bartishvili 31' | 1:2(1:0)Raport | Słowenia U-17 · 49' (k) Videnović · 51' Viher | TŠC Trate, Gornja Radgona (Słowenia) Widzów: 220 Sędzia: Christos Vergetis |
|                                |                               |                |                                               |                                                                            |

| 12 października 2024 15:30 CEST | Polska U-17 · Szywała 45+2', 57' · Czerniatowicz 63' | 3:0(1:0)Raport | Gruzja U-17 | Stadion Miejski, Ptuj (Słowenia) Widzów: 53 Sędzia: Cláudio Pereira |
|                                 |                                                      |                |             |                                                                     |

| 12 października 2024 15:30 CEST | Słowenia U-17 · Mlekuž 56' | 1:0(0:0)Raport | Armenia U-17 | TŠC Trate, Gornja Radgona Widzów: 240 Sędzia: Roman Jitari |
|                                 |                            |                |              |                                                            |

| 15 października 2024 12:00 CEST | Słowenia U-17 · Meško 72' (k) · Hočevar 90+1' | 2:2(0:0)Raport | Polska U-17 · 63' Szywała · 90+5' Skorb | Stadion Miejski, Ptuj Widzów: 320 Sędzia: Cláudio Pereira |
|                                 |                                               |                |                                         |                                                           |

| 15 października 2024 12:00 CEST | Armenia U-17 · Simonian 76' | 1:3(0:1)Raport | Gruzja U-17 · 5' Kobakhidze · 57' Bartishvili · 90' Kakashvili | TŠC Trate, Gornja Radgona (Słowenia) Widzów: 27 Sędzia: Christos Vergetis |
|                                 |                             |                |                                                                |                                                                           |

### Grupa 3
Wszystkie mecze tej grupy odbyły się w Albanii w dniach 9-15 października.
| Lp. | Drużyna            | M | Mecze | Mecze | Mecze | Bramki | Bramki | Bramki | Pkt |
| Lp. | Drużyna            | M | W     | R     | P     | +      | −      | +/−    | Pkt |
| --- | ------------------ | - | ----- | ----- | ----- | ------ | ------ | ------ | --- |
| 1.  | Chorwacja U-17 (A) | 3 | 2     | 1     | 0     | 11     | 2      | +9     | 7   |
| 2.  | Holandia U-17 (A)  | 3 | 2     | 0     | 1     | 12     | 3      | +9     | 6   |
| 3.  | Albania U-17 (H)   | 3 | 1     | 1     | 1     | 2      | 6      | −4     | 4   |
| 4.  | Wyspy Owcze U-17   | 3 | 0     | 0     | 3     | 0      | 14     | −14    | 0   |

| 9 października 2024 11:00 CEST | Holandia U-17 · Ünüvar 31' · Neijenhuis 34' · Beerens 40', 66', 75' · Nash 90+1' | 6:0(3:0)Raport | Wyspy Owcze U-17 | Stadiumi Niko Dovana, Durrës (Albania) Widzów: 150 Sędzia: Łukasz Kuźma |
|                                |                                                                                  |                |                  |                                                                         |

| 9 października 2024 15:00 CEST | Albania U-17 · Kulla 68' | 1:1(0:1)Raport | Chorwacja U-17 · 28' (sam.) Kurti | Arena Kombëtare, Tirana Widzów: 438 Sędzia: Zorbay Küçük |
|                                |                          |                |                                   |                                                          |

| 12 października 2024 11:00 CEST | Chorwacja U-17 · Smiljanić 10' · P. Horvat 17', 63' · N. Horvat 40' · Mišura 55' · Vojvodić 76' · Kusanović 90+1' | 7:0(3:0)Raport | Wyspy Owcze U-17 | Football House Albania, Tirana (Albania) Widzów: 27 Sędzia: Matthew MacDermid |
|                                 | |                |                  |                                                                               |

| 12 października 2024 15:00 CEST | Holandia U-17 · Wijks 11' · Ünüvar 21' · Ouarghi 59' · Nash 81' · Beerens 84' | 5:0(2:0)Raport | Albania U-17 | Arena Kombëtare, Tirana (Albania) Widzów: 680 Sędzia: Łukasz Kuźma |
|                                 |                                                                               |                |              |                                                                    |

| 15 października 2024 13:30 CEST | Chorwacja U-17 · P. Horvat 16' · Kusanović 22', 35' | 3:1(3:0)Raport | Holandia U-17 · 76' Acheampong | Football House Albania, Tirana (Albania) Widzów: 55 Sędzia: Zorbay Küçük |
|                                 |                                                     |                |                                |                                                                          |

| 15 października 2024 13:30 CEST | Wyspy Owcze U-17 | 0:1(0:0)Raport | Albania U-17 · 57' Kulla | Stadiumi Hasan Zyla, Rrogozhinë (Albania) Widzów: 300 Sędzia: Matthew MacDermid |
|                                 |                  |                |                          |                                                                                 |

### Grupa 4
Wszystkie mecze tej grupy odbyły się w Belgii w dniach 9-15 października.
| Lp. | Drużyna            | M | Mecze | Mecze | Mecze | Bramki | Bramki | Bramki | Pkt |
| Lp. | Drużyna            | M | W     | R     | P     | +      | −      | +/−    | Pkt |
| --- | ------------------ | - | ----- | ----- | ----- | ------ | ------ | ------ | --- |
| 1.  | Belgia U-17 (A, H) | 3 | 3     | 0     | 0     | 7      | 3      | +4     | 9   |
| 2.  | Ukraina U-17 (A)   | 3 | 2     | 0     | 1     | 8      | 4      | +4     | 6   |
| 3.  | Kosowo U-17        | 3 | 0     | 1     | 2     | 7      | 10     | −3     | 1   |
| 4.  | Kazachstan U-17    | 3 | 0     | 1     | 2     | 5      | 10     | −5     | 1   |

| 9 października 2024 14:00 CEST | Kosowo U-17 · Ahmeti 4' · Abdullahu 12' | 2:4(2:3)Raport | Ukraina U-17 · 16', 25' Zudin · 24', 62' Liusin | Cristal Arena, Genk (Belgia) Widzów: 105 Sędzia: Andreas Argyrou |
|                                |                                         |                |                                                 |                                                                  |

| 9 października 2024 19:00 CEST | Belgia U-17 · Mitongo Muteba 38', 59' · Murenzi 49' | 3:1(1:0)Raport | Kazachstan U-17 · 78' Trubin | L'Académie Robert Louis-Dreyfus, Liège Widzów: 150 Sędzia: Jacob Karlsen |
|                                |                                                     |                |                              |                                                                          |

| 12 października 2024 14:00 CEST | Ukraina U-17 · Andreyko 69' · Zalypka 72' · Dzhurabaiev 73' | 3:0(0:0)Raport | Kazachstan U-17 | Kehrweg-Stadion, Eupen (Belgia) Widzów: 70 Sędzia: Dalibor Černý |
|                                 |                                                             |                |                 |                                                                  |

| 12 października 2024 19:00 CEST | Belgia U-17 · Mitongo Muteba 8' · De Wannemacker 90' | 2:1(1:0)Raport | Kosowo U-17 · 90+5' Abdullahu | Cristal Arena, Genk Widzów: 457 Sędzia: Andreas Argyrou |
|                                 |                                                      |                |                               |                                                         |

| 15 października 2024 15:00 CEST | Ukraina U-17 · Zudin 59' | 1:2(0:1)Raport | Belgia U-17 · 9' Mitongo Muteba · 90' Da Silva | Cristal Arena, Genk (Belgia) Widzów: 175 Sędzia: Dalibor Černý |
|                                 |                          |                |                                                |                                                                |

| 15 października 2024 15:00 CEST | Kazachstan U-17 · Bekbolat 28' (k) · Kenesbekov 37' · Toleukhan 53' · Satpayev 65' | 4:4(2:0)Raport | Kosowo U-17 · 49' Ahmeti · 52' (k), 79' (k) Abdullahu · 61' Shala | L'Académie Robert Louis-Dreyfus, Liège (Belgia) Widzów: 70 Sędzia: Jacob Karlsen |
|                                 |                                                                                    |                |                                                                   |                                                                                  |

### Grupa 5
Wszystkie mecze tej grupy odbyły się w Portugalii w dniach 13-19 listopada.
| Lp. | Drużyna                   | M | Mecze | Mecze | Mecze | Bramki | Bramki | Bramki | Pkt |
| Lp. | Drużyna                   | M | W     | R     | P     | +      | −      | +/−    | Pkt |
| --- | ------------------------- | - | ----- | ----- | ----- | ------ | ------ | ------ | --- |
| 1.  | Portugalia U-17 (A, H)    | 3 | 3     | 0     | 0     | 19     | 3      | +16    | 9   |
| 2.  | Finlandia U-17 (A)        | 3 | 1     | 1     | 1     | 11     | 7      | +4     | 4   |
| 3.  | Bośnia i Hercegowina U-17 | 3 | 1     | 1     | 1     | 10     | 6      | +4     | 4   |
| 4.  | Liechtenstein U-17        | 3 | 0     | 0     | 3     | 0      | 24     | −24    | 0   |

| 13 listopada 2024 12:00 CET | Portugalia U-17 · Furtado 4' · Soares 10', 24', 60' (k) · Mide 18', 32' · Quintas 37' · Baptista 38' · Pereira 86' · Neves 89' | 10:0(7:0)Raport | Liechtenstein U-17 | Estádio Nacional, Oeiras Widzów: 13 Sędzia: Andreas Argyrou |
|                             | |                 |                    |                                                             |

| 13 listopada 2024 16:00 CET | Finlandia U-17 · Katz 62' (k), 90' | 2:2(0:1)Raport | Bośnia i Hercegowina U-17 · 45+1' Delić · 52' Spahić | CD do Real Sport Clube, Queluz (Portugalia) Widzów: 75 Sędzia: Marek Radina |
|                             |                                    |                |                                                      |                                                                             |

| 16 listopada 2024 17:00 CET | Portugalia U-17 · Lima 6' · Neves 36' · Töllinen 42' · Cunha 58' · Chelmik 75' | 5:1(3:1)Raport | Finlandia U-17 · 20' Siren | Cidade do Futebol, Oeiras Widzów: 267 Sędzia: Kyriakos Athanasiou |
|                             |                                                                                |                |                            |                                                                   |

| 16 listopada 2024 18:30 CET | Bośnia i Hercegowina U-17 · Subašić 33' · Ramić 35', 53' · Blagojević 58' · Ibrahimović 67' · Deket 85' | 6:0(2:0)Raport | Liechtenstein U-17 | Estádio Nacional, Oeiras (Portugalia) Widzów: 74 Sędzia: Ben McMaster |
|                             | |                |                    |                                                                       |

| 19 listopada 2024 12:00 CET | Bośnia i Hercegowina U-17 · Ramić 17' · Vrban 33' | 2:4(2:1)Raport | Portugalia U-17 · 11', 74' Cabral · 70' Manuel · 77' Pereira | Estádio Nacional, Oeiras (Portugalia) Widzów: 117 Sędzia: Kyriakos Athanasiou |
|                             |                                                   |                |                                                              |                                                                               |

| 19 listopada 2024 12:00 CET | Liechtenstein U-17 | 0:8(0:3)Raport | Finlandia U-17 · 2', 54' (k) Velásquez · 15' Töllinen · 28' Rantasalmi · 50', 67' Katz · 90+1' Tiitinen · 90+2' Lehtomäki | Cidade do Futebol, Oeiras Widzów: 35 Sędzia: Marek Radina |
|                             |                    |                | |                                                           |

### Grupa 6
Wszystkie mecze tej grupy odbyły się w Rumunii w dniach 13-19 listopada.
| Lp. | Drużyna          | M | Mecze | Mecze | Mecze | Bramki | Bramki | Bramki | Pkt |
| Lp. | Drużyna          | M | W     | R     | P     | +      | −      | +/−    | Pkt |
| --- | ---------------- | - | ----- | ----- | ----- | ------ | ------ | ------ | --- |
| 1.  | Grecja U-17 (A)  | 3 | 2     | 1     | 0     | 8      | 2      | +6     | 7   |
| 2.  | Węgry U-17 (A)   | 3 | 1     | 2     | 0     | 6      | 2      | +4     | 5   |
| 3.  | Rumunia U-17 (H) | 3 | 0     | 2     | 1     | 1      | 4      | −3     | 2   |
| 4.  | Azerbejdżan U-17 | 3 | 0     | 1     | 2     | 1      | 8      | −7     | 1   |

| 13 listopada 2024 11:00 CET | Węgry U-17 · Gólik 7' · Petrók 12' · Csóka 27' · Galambos 53' | 4:0(3:0)Raport | Azerbejdżan U-17 | Stadion Tunari, Tunari (Rumunia) Widzów: 25 Sędzia: Ion Orlic |
|                             |                                                               |                |                  |                                                               |

| 13 listopada 2024 11:00 CET | Rumunia U-17 | 0:3(0:1)Raport | Grecja U-17 · 35', 59' Krommydas · 71' Berdos | Stadion Buftea, Buftea Widzów: 150 Sędzia: Mohammad Usman Aslam |
|                             |              |                |                                               |                                                                 |

| 16 listopada 2024 11:00 CET | Węgry U-17 | 0:0(0:0)Raport | Rumunia U-17 | Stadion Buftea, Buftea (Rumunia) Widzów: 300 Sędzia: Michele Beltrano |
|                             |            |                |              |                                                                       |

| 16 listopada 2024 11:00 CET | Grecja U-17 · Ioannou 47' · Souvlatzis 59' · Kapellas 71' | 3:0(0:0)Raport | Azerbejdżan U-17 | Stadion Tunari, Tunari (Rumunia) Widzów: 50 Sędzia: Ion Orlic |
|                             |                                                           |                |                  |                                                               |

| 19 listopada 2024 11:00 CET | Grecja U-17 · Siozios 11' · Theocharis 48' | 2:2(1:2)Raport | Węgry U-17 · 31' Lakatos · 45' (sam.) Mokris | Stadion Tunari, Tunari (Rumunia) Widzów: 25 Sędzia: Mohammad Usman Aslam |
|                             |                                            |                |                                              |                                                                          |

| 19 listopada 2024 11:00 CET | Azerbejdżan U-17 · Mahmudov 82' | 1:1(0:1)Raport | Rumunia U-17 · 40' Coman | Stadion Buftea, Buftea (Rumunia) Widzów: 100 Sędzia: Michele Beltrano |
|                             |                                 |                |                          |                                                                       |

### Grupa 7
Wszystkie mecze tej grupy odbyły się w Niemczech w dniach 9-15 października.
| Lp. | Drużyna            | M | Mecze | Mecze | Mecze | Bramki | Bramki | Bramki | Pkt |
| Lp. | Drużyna            | M | W     | R     | P     | +      | −      | +/−    | Pkt |
| --- | ------------------ | - | ----- | ----- | ----- | ------ | ------ | ------ | --- |
| 1.  | Czechy U-17 (A)    | 3 | 2     | 1     | 0     | 14     | 3      | +11    | 7   |
| 2.  | Niemcy U-17 (A, H) | 3 | 2     | 1     | 0     | 15     | 5      | +10    | 7   |
| 3.  | Białoruś U-17      | 3 | 1     | 0     | 2     | 5      | 12     | −7     | 3   |
| 4.  | Andora U-17        | 3 | 0     | 0     | 3     | 1      | 15     | −14    | 0   |

| 9 października 2024 11:00 CEST | Niemcy U-17 · Staff 5' · Ünal 47' · Karl 70' · Güner 81' | 4:0(1:0)Raport | Andora U-17 | DFB-Campus, Frankfurt nad Menem Widzów: 250 Sędzia: Patrik Kolarić |
|                                |                                                          |                |             |                                                                    |

| 9 października 2024 15:00 CEST | Białoruś U-17 | 0:3(0:1)Raport | Czechy U-17 · 8' Novák · 60' Střeska · 87' Potměšil | Sportpark Kelsterbach, Kelsterbach (Niemcy) Widzów: 80 Sędzia: Kevin O'Sullivan |
|                                |               |                |                                                     |                                                                                 |

| 12 października 2024 11:00 CEST | Niemcy U-17 · Staff 15', 45' · Karl 49', 57' · Creța 74' · Mule 77' · Mensah 79' · Göttlicher 89' | 8:2(2:1)Raport | Białoruś U-17 · 39' Sakuta · 56' Zablotski | Sportpark Kelsterbach, Kelsterbach Widzów: 400 Sędzia: Jasmin Sabotic |
|                                 |                                                                                                   |                |                                            |                                                                       |

| 12 października 2024 15:00 CEST | Czechy U-17 · Jurásek 1' · Sochůrek 10' · Zajac 60', 80' · Potměšil 61', 79' · de Almeida 89' (sam.) · Haddad Cuchiarelli 90+2' (sam.) | 8:0(2:0)Raport | Andora U-17 | DFB-Campus, Frankfurt nad Menem (Niemcy) Widzów: 56 Sędzia: Kevin O'Sullivan |
|                                 | |                |             |                                                                              |

| 15 października 2024 11:00 CEST | Czechy U-17 · Domnič 6' (sam.) · Potměšil 27' · Čížek 90+4' (k) | 3:3(2:2)Raport | Niemcy U-17 · 30' Kaba · 32', 48' Karl | DFB-Campus, Frankfurt nad Menem (Niemcy) Widzów: 360 Sędzia: Patrik Kolarić |
|                                 |                                                                 |                |                                        |                                                                             |

| 15 października 2024 11:00 CEST | Andora U-17 · Viana 38' | 1:3(1:1)Raport | Białoruś U-17 · 21' Molchan · 52' Lutskovich · 55' Zablotski | Sportpark Kelsterbach, Kelsterbach (Niemcy) Widzów: 100 Sędzia: Jasmin Sabotic |
|                                 |                         |                |                                                              |                                                                                |

### Grupa 8
Wszystkie mecze tej grupy odbyły się w Irlandii Północnej w dniach 29 października-4 listopada.
| Lp. | Drużyna                       | M | Mecze | Mecze | Mecze | Bramki | Bramki | Bramki | Pkt |
| Lp. | Drużyna                       | M | W     | R     | P     | +      | −      | +/−    | Pkt |
| --- | ----------------------------- | - | ----- | ----- | ----- | ------ | ------ | ------ | --- |
| 1.  | Irlandia Północna U-17 (A, H) | 3 | 2     | 0     | 1     | 7      | 5      | +2     | 6   |
| 2.  | Irlandia U-17 (A)             | 3 | 1     | 1     | 1     | 6      | 5      | +1     | 4   |
| 3.  | Litwa U-17                    | 3 | 1     | 1     | 1     | 6      | 5      | +1     | 4   |
| 4.  | Szkocja U-17                  | 3 | 1     | 0     | 2     | 3      | 7      | −4     | 3   |

| 29 października 2024 13:00 CET | Irlandia U-17 · Lee 32' · Noonan 49' | 2:2(1:0)Raport | Litwa U-17 · 79', 84' Mennea | Inver Park, Larne (Irlandia Północna) Widzów: 286 Sędzia: Peiman Simani |
|                                |                                      |                |                              |                                                                         |

| 29 października 2024 16:00 CET | Irlandia Północna U-17 · McGovern 19', 57' · McCann 50' | 3:1(1:1)Raport | Szkocja U-17 · 31' Boyd | Seaview, Belfast Widzów: 650 Sędzia: Heini Ziskason Viðoy |
|                                |                                                         |                |                         |                                                           |

| 1 listopada 2024 13:00 CET | Szkocja U-17 · Boyd 25' (k) · Hislop 41' | 2:1(2:0)Raport | Litwa U-17 · 74' Piazenko | Seaview, Belfast (Irlandia Północna) Widzów: 102 Sędzia: Peiman Simani |
|                            |                                          |                |                           |                                                                        |

| 1 listopada 2024 19:00 CET | Irlandia U-17 · Noonan 80' | 1:3(0:1)Raport | Irlandia Północna U-17 · 4' (sam.) McDonagh · 54' O'Neill · 67' McGrath | Seaview, Belfast (Irlandia Północna) Widzów: 946 Sędzia: Stefan Ebner |
|                            |                            |                |                                                                         |                                                                       |

| 4 listopada 2024 16:00 CET | Szkocja U-17 | 0:3(0:1)Raport | Irlandia U-17 · 36' Martos · 76' (k) Noonan · 90+4' Ogbonna | Inver Park, Larne (Irlandia Północna) Widzów: 128 Sędzia: Heini Ziskason Viðoy |
|                            |              |                |                                                             |                                                                                |

| 4 listopada 2024 16:00 CET | Litwa U-17 · Piazenko 12' · Grudzinskas 34' (k) · Buikus 67' | 3:1(2:0)Raport | Irlandia Północna U-17 · 90' McGovern | Seaview, Belfast (Irlandia Północna) Widzów: 150 Sędzia: Stefan Ebner |
|                            |                                                              |                |                                       |                                                                       |

### Grupa 9
Wszystkie mecze tej grupy odbyły się w San Marino w dniach 5-11 listopada.
| Lp. | Drużyna             | M | Mecze | Mecze | Mecze | Bramki | Bramki | Bramki | Pkt |
| Lp. | Drużyna             | M | W     | R     | P     | +      | −      | +/−    | Pkt |
| --- | ------------------- | - | ----- | ----- | ----- | ------ | ------ | ------ | --- |
| 1.  | Włochy U-17 (A)     | 3 | 3     | 0     | 0     | 16     | 0      | +16    | 9   |
| 2.  | Norwegia U-17 (A)   | 3 | 2     | 0     | 1     | 7      | 10     | −3     | 6   |
| 3.  | Walia U-17          | 3 | 1     | 0     | 2     | 9      | 8      | +1     | 3   |
| 4.  | San Marino U-17 (H) | 3 | 0     | 0     | 3     | 0      | 14     | −14    | 0   |

| 5 listopada 2024 11:00 CET | Włochy U-17 · Reggiani 8' · Campaniello 33', 65' · Blini 70' · Damiano 74' | 5:0(2:0)Raport | San Marino U-17 | Stadio di Acquaviva, Acquaviva (San Marino) Widzów: 141 Sędzia: Jovan Kacevski |
|                            |                                                                            |                |                 |                                                                                |

| 5 listopada 2024 11:00 CET | Walia U-17 · Bradbury 54' (k) · Heywood 62' · Allmark 78' | 3:4(0:2)Raport | Norwegia U-17 · 10' Holseter-Karlsen · 22', 58' Krosa · 50' Renshusløkken | Stadio di Montecchio, San Marino (San Marino) Widzów: 40 Sędzia: Dmytro Panchyshyn |
|                            |                                                           |                |                                                                           |                                                                                    |

| 8 listopada 2024 11:00 CET | Włochy U-17 · Blini 13' · Damiano 52' · Campaniello 84' · Inácio 90+1' | 4:0(1:0)Raport | Walia U-17 | Stadio di Montecchio, San Marino (San Marino) Widzów: 200 Sędzia: Dmytro Panchyshyn |
|                            |                                                                        |                |            |                                                                                     |

| 8 listopada 2024 11:00 CET | Norwegia U-17 · Krosa 10' · Woxen 38', 40' | 3:0(3:0)Raport | San Marino U-17 | Stadio di Acquaviva, Acquaviva (San Marino) Widzów: 105 Sędzia: Ladislav Szikszay |
|                            |                                            |                |                 |                                                                                   |

| 11 listopada 2024 11:00 CET | Norwegia U-17 | 0:7(0:5)Raport | Włochy U-17 · 12', 24', 45+2' Campaniello · 16' Blini · 41' (k) Inácio · 62' Wiafe · 67' Pirrò | Stadio di Montecchio, San Marino (San Marino) Widzów: 100 Sędzia: Jovan Kachevski |
|                             |               |                |                                                                                                |                                                                                   |

| 11 listopada 2024 11:00 CET | San Marino U-17 | 0:6(0:2)Raport | Walia U-17 · 25', 27', 50' Grainger · 62' Allmark · 80' Newman · 84' Dewsbury | Stadio di Acquaviva, Acquaviva Widzów: 74 Sędzia: Ladislav Szikszay |
|                             |                 |                |                                                                               |                                                                     |

### Grupa 10
Wszystkie mecze tej grupy odbyły się w Mołdawii w dniach 23-29 października.
| Lp. | Drużyna             | M | Mecze | Mecze | Mecze | Bramki | Bramki | Bramki | Pkt |
| Lp. | Drużyna             | M | W     | R     | P     | +      | −      | +/−    | Pkt |
| --- | ------------------- | - | ----- | ----- | ----- | ------ | ------ | ------ | --- |
| 1.  | Szwajcaria U-17 (A) | 3 | 2     | 1     | 0     | 9      | 2      | +7     | 7   |
| 2.  | Izrael U-17 (A)     | 3 | 1     | 2     | 0     | 7      | 3      | +4     | 5   |
| 3.  | Czarnogóra U-17     | 3 | 1     | 1     | 1     | 4      | 4      | 0      | 4   |
| 4.  | Mołdawia U-17 (H)   | 3 | 0     | 0     | 3     | 0      | 11     | −11    | 0   |

| 23 października 2024 13:00 CEST | Czarnogóra U-17 · Jovanović 88' | 1:1(0:0)Raport | Izrael U-17 · 78' (sam.) Vukoje | Stadion Zimbru, Kiszyniów (Mołdawia) Widzów: 57 Sędzia: Jóhan Hendrik Ellefse |
|                                 |                                 |                |                                 |                                                                               |

| 23 października 2024 15:00 CEST | Szwajcaria U-17 · Mijajlovic 25' · Llukes 34' · Bralic 41' (k) · Scherrer 53' | 4:0(3:0)Raport | Mołdawia U-17 | Stadion Centralny, Nisporeni (Mołdawia) Widzów: 234 Sędzia: Joakim Östling |
|                                 |                                                                               |                |               |                                                                            |

| 26 października 2024 12:00 CEST | Szwajcaria U-17 · Scherrer 23' · Bralic 72' · Cossalter 77' | 3:0(1:0)Raport | Czarnogóra U-17 | CSR Orhei, Orgiejów (Mołdawia) Widzów: 47 Sędzia: Kamal Umudlu |
|                                 |                                                             |                |                 |                                                                |

| 26 października 2024 12:00 CEST | Izrael U-17 · Ben Simon 49' (k) · Avrevaya 67', 81' · Macarov 86' (sam.) | 4:0(0:0)Raport | Mołdawia U-17 | Stadion Zimbru, Kiszyniów (Mołdawia) Widzów: 152 Sędzia: Jóhan Hendrik Ellefsen |
|                                 |                                                                          |                |               |                                                                                 |

| 29 października 2024 13:00 CET | Izrael U-17 · Avrevaya 51' · Chosyd 90+1' | 2:2(0:1)Raport | Szwajcaria U-17 · 21' Despotovic · 75' Bralic | Stadion Zimbru, Kiszyniów (Mołdawia) Widzów: 32 Sędzia: Joakim Östling |
|                                |                                           |                |                                               |                                                                        |

| 29 października 2024 13:00 CET | Mołdawia U-17 | 0:3(0:2)Raport | Czarnogóra U-17 · 18' Jovanović · 22' Vukoje · 79' Anđić | Stadion Centralny, Nisporeni Widzów: 84 Sędzia: Kamal Umudlu |
|                                |               |                |                                                          |                                                              |

### Grupa 11
Wszystkie mecze tej grupy odbyły się na Cyprze w dniach 29 października-4 listopada.
| Lp. | Drużyna           | M | Mecze | Mecze | Mecze | Bramki | Bramki | Bramki | Pkt |
| Lp. | Drużyna           | M | W     | R     | P     | +      | −      | +/−    | Pkt |
| --- | ----------------- | - | ----- | ----- | ----- | ------ | ------ | ------ | --- |
| 1.  | Francja U-17 (A)  | 3 | 3     | 0     | 0     | 9      | 0      | +9     | 9   |
| 2.  | Słowacja U-17 (A) | 3 | 2     | 0     | 1     | 10     | 3      | +7     | 6   |
| 3.  | Cypr U-17 (H)     | 3 | 1     | 0     | 2     | 8      | 5      | +3     | 3   |
| 4.  | Gibraltar U-17    | 3 | 0     | 0     | 3     | 0      | 19     | −19    | 0   |

| 29 października 2024 10:00 CET | Francja U-17 · Negre 9', 31', 55' (k) · Himbert 50', 55' · Leccese 75' | 6:0(2:0)Raport | Gibraltar U-17 | Sotira Municipal Stadium, Sotira (Cypr) Widzów: 30 Sędzia: Pavle Ilić |
|                                |                                                                        |                |                |                                                                       |

| 29 października 2024 13:30 CET | Cypr U-17 · Kodaj 9' (sam.) · Mavroudis 28' | 2:3(2:1)Raport | Słowacja U-17 · 4', 82' Mateáš · 86' Polťák | Stadion Dasaki, Achna Widzów: 75 Sędzia: Mikkel Redder |
|                                |                                             |                |                                             |                                                        |

| 1 listopada 2024 10:00 CET | Słowacja U-17 · Polťák 11', 18', 86', 90+1' · Baravelli 32' · Fecso 45+1' · Pecsuk 67' | 7:0(4:0)Raport | Gibraltar U-17 | Sotira Municipal Stadium, Sotira (Cypr) Widzów: 50 Sędzia: Mihály Káprály |
|                            |                                                                                        |                |                |                                                                           |

| 1 listopada 2024 13:30 CET | Francja U-17 · Himbert 22' · Azizi 33' | 2:0(2:0)Raport | Cypr U-17 | Stadion Dasaki, Achna (Cypr) Widzów: 80 Sędzia: Mikkel Redder |
|                            |                                        |                |           |                                                               |

| 4 listopada 2024 13:30 CET | Słowacja U-17 | 0:1(0:0)Raport | Francja U-17 · 62' Leccese | Sotira Municipal Stadium, Sotira (Cypr) Widzów: 50 Sędzia: Mihály Káprály |
|                            |               |                |                            |                                                                           |

| 4 listopada 2024 13:30 CET | Gibraltar U-17 | 0:6(0:2)Raport | Cypr U-17 · 8', 11', 90+2' Georgiou · 71' (k), 90+1' Kontopoulos · 85' Panayiotou | Stadion Dasaki, Achna (Cypr) Widzów: 64 Sędzia: Pavle Ilić |
|                            |                |                |                                                                                   |                                                            |

### Grupa 12
Wszystkie mecze tej grupy odbyły się na Islandii w dniach 30 października-5 listopada.
| Lp. | Drużyna                 | M | Mecze | Mecze | Mecze | Bramki | Bramki | Bramki | Pkt |
| Lp. | Drużyna                 | M | W     | R     | P     | +      | −      | +/−    | Pkt |
| --- | ----------------------- | - | ----- | ----- | ----- | ------ | ------ | ------ | --- |
| 1.  | Hiszpania U-17 (A)      | 3 | 2     | 1     | 0     | 11     | 2      | +9     | 7   |
| 2.  | Islandia U-17 (A, H)    | 3 | 2     | 1     | 0     | 9      | 4      | +5     | 7   |
| 3.  | Macedonia Północna U-17 | 3 | 1     | 0     | 2     | 5      | 11     | −6     | 3   |
| 4.  | Estonia U-17            | 3 | 0     | 0     | 3     | 3      | 11     | −8     | 0   |

| 30 października 2024 14:00 CET | Hiszpania U-17 · Ciria 3' · Bonel 5' · Vacas 82' · Gistau 90' | 4:0(2:0)Raport | Estonia U-17 | Þróttarvöllur, Reykjavík (Islandia) Widzów: 15 Sędzia: Dmytro Kubriak |
|                                |                                                               |                |              |                                                                       |

| 30 października 2024 18:00 CET | Macedonia Północna U-17 · Markovski 90+3' | 1:4(2:0)Raport | Islandia U-17 · 30' Sævarsson · 36' Olsen · 62' Kristjánsson · 70' Daðason | Þróttarvöllur, Reykjavík (Islandia) Widzów: 200 Sędzia: Mohammad Al-Emara |
|                                |                                           |                |                                                                            |                                                                           |

| 2 listopada 2024 14:00 CET | Hiszpania U-17 · Campos 21' · Nomoko 25' (k), 75' · Barreiros 28' · Gistau 85' | 5:0(3:0)Raport | Macedonia Północna U-17 | Þróttarvöllur, Reykjavík (Islandia) Widzów: 50 Sędzia: Antoine Chiaramonti |
|                            |                                                                                |                |                         |                                                                            |

| 2 listopada 2024 18:00 CET | Islandia U-17 · Jóhannsson 21' · Arnarsson 53' · Sævarsson 60' | 3:1(1:0)Raport | Estonia U-17 · 90+5' Kalmõkov | Þróttarvöllur, Reykjavík (Islandia) Widzów: 350 Sędzia: Dmytro Kubriak |
|                            |                                                                |                |                               |                                                                        |

| 5 listopada 2024 14:00 CET | Estonia U-17 · Alamaa 56' · Paalberg 90+1' | 2:4(0:3)Raport | Macedonia Północna U-17 · 19' Grashevski · 28', 45+2', 76' Brankovski | Þróttarvöllur, Reykjavík (Islandia) Widzów: 20 Sędzia: Antoine Chiaramonti |
|                            |                                            |                |                                                                       |                                                                            |

| 5 listopada 2024 18:00 CET | Islandia U-17 · Guðjónsson 33' · Olsen 83' | 2:2(1:1)Raport | Hiszpania U-17 · 37' Barreiros · 63' Rodríguez | Þróttarvöllur, Reykjavík (Islandia) Widzów: 280 Sędzia: Mohammad Al-Emara |
|                            |                                            |                |                                                |                                                                           |

### Grupa 13
Wszystkie mecze tej grupy odbyły się w Serbii w dniach 1-7 listopada.
| Lp. | Drużyna            | M | Mecze | Mecze | Mecze | Bramki | Bramki | Bramki | Pkt |
| Lp. | Drużyna            | M | W     | R     | P     | +      | −      | +/−    | Pkt |
| --- | ------------------ | - | ----- | ----- | ----- | ------ | ------ | ------ | --- |
| 1.  | Serbia U-17 (A, H) | 2 | 1     | 1     | 0     | 3      | 1      | +2     | 4   |
| 2.  | Turcja U-17 (A)    | 2 | 1     | 1     | 0     | 2      | 1      | +1     | 4   |
| 3.  | Bułgaria U-17      | 2 | 0     | 0     | 2     | 0      | 3      | −3     | 0   |

| 1 listopada 2024 17:00 CET | Bułgaria U-17 | 0:2(0:1)Raport | Serbia U-17 · 30', 90+2' Kostov | Serbian FA Sports Center, Stara Pazova (Serbia) Widzów: 100 Sędzia: Igor Stojchevski |
|                            |               |                |                                 |                                                                                      |

| 4 listopada 2024 13:00 CET | Turcja U-17 · Çobanoğlu 13' | 1:0(1:0)Raport | Bułgaria U-17 | Serbian FA Sports Center, Stara Pazova (Serbia) Widzów: 78 Sędzia: Marc Nagtegaal |
|                            |                             |                |               |                                                                                   |

| 7 listopada 2024 13:00 CET | Serbia U-17 · Petrović 61' | 1:1(0:1)Raport | Turcja U-17 · 34' Yortaç | Serbian FA Sports Center, Stara Pazova Widzów: 60 Sędzia: Martin Matoša |
|                            |                            |                |                          |                                                                         |

### Grupa 14
Wszystkie mecze tej grupy odbyły się w Danii w dniach 9-15 października.
| Lp. | Drużyna           | M | Mecze | Mecze | Mecze | Bramki | Bramki | Bramki | Pkt |
| Lp. | Drużyna           | M | W     | R     | P     | +      | −      | +/−    | Pkt |
| --- | ----------------- | - | ----- | ----- | ----- | ------ | ------ | ------ | --- |
| 1.  | Austria U-17 (A)  | 2 | 1     | 1     | 0     | 2      | 1      | +1     | 4   |
| 2.  | Dania U-17 (A, H) | 2 | 1     | 0     | 1     | 3      | 1      | +2     | 3   |
| 3.  | Luksemburg U-17   | 2 | 0     | 1     | 1     | 1      | 4      | −3     | 1   |

| 9 października 2024 16:00 CEST | Luksemburg U-17 | 0:3(0:2)Raport | Dania U-17 · 19', 44', 53' Ambæk | Kolding Stadium, Kolding (Dania) Widzów: 1 102 Sędzia: Danilo Nikolić |
|                                |                 |                |                                  |                                                                       |

| 12 października 2024 14:00 CEST | Austria U-17 · Dobis 23' | 1:1(1:0)Raport | Luksemburg U-17 · 56' Da Silva Fernandes | Mosevej Stadion, Kolding (Dania) Widzów: 115 Sędzia: Marek Radina |
|                                 |                          |                |                                          |                                                                   |

| 15 października 2024 15:00 CEST | Dania U-17 | 0:1(0:0)Raport | Austria U-17 · 58' Moser | Sydbank Park, Haderslev Widzów: 1 339 Sędzia: Tom Owen |
|                                 |            |                |                          |                                                        |

## II Runda
Na podstawie:
W przypadku równej liczby punktów, zespoły są klasyfikowane według następujących zasad.
1. liczba punktów zdobytych w meczach między tymi drużynami,
2. różnica bramek strzelonych w meczach tych drużyn,
3. bramki zdobyte w meczach tych drużyn,
4. bramki na wyjeździe zdobyte w meczach tych drużyn,
5. jeśli więcej niż dwie drużyny miały identyczny dorobek i po zastosowaniu powyższych zasad wciąż co najmniej dwie drużyny mają identyczny dorobek, powyższe zasady stosuje się ponownie tylko dla zainteresowanych drużyn. Jeśli nie da to rozstrzygnięcia i wciąż dwie drużyny będą miały identyczny dorobek stosuje się zasady poniżej,
6. różnica bramek we wszystkich meczach grupowych,
7. liczba strzelonych bramek we wszystkich meczach grupowych,
8. liczba strzelonych bramek we wszystkich meczach wyjazdowych,
9. liczba wygranych meczów w fazie grupowej,
10. liczba wygranych meczów wyjazdowych w fazie grupowej,
11. liczba kar indywidualnych we wszystkich meczach (1 punkt za żółtą kartkę, 3 punkty za czerwoną kartkę (również tę za dwie żółte kartki)),
12. pozycja w rankingu UEFA.

Legenda do tabelek
- Pkt – liczba punktów
- M – liczba meczów
- W – wygrane
- R – remisy
- P – porażki
- Br+ – bramki zdobyte
- Br− – bramki stracone
- +/− – różnica bramek

### Grupa A1
Wszystkie mecze tej grupy odbyły się w Chorwacji w dniach 19-25 marca.
| Lp. | Drużyna              | M | Mecze | Mecze | Mecze | Bramki | Bramki | Bramki | Pkt |
| Lp. | Drużyna              | M | W     | R     | P     | +      | −      | +/−    | Pkt |
| --- | -------------------- | - | ----- | ----- | ----- | ------ | ------ | ------ | --- |
| 1.  | Włochy U-17          | 3 | 3     | 0     | 0     | 5      | 2      | +3     | 9   |
| 2.  | Chorwacja U-17       | 3 | 2     | 0     | 1     | 5      | 4      | +1     | 6   |
| 3.  | Ukraina U-17 (E, S)  | 3 | 1     | 0     | 2     | 3      | 4      | −1     | 3   |
| 4.  | Słowacja U-17 (E, S) | 3 | 0     | 0     | 3     | 1      | 4      | −3     | 0   |

| 19 marca 2025 12:00 CET | Ukraina U-17 · Liusin 55' (k) | 1:2(0:2)Raport | Chorwacja U-17 · 22', 31' Kusanović | Stadion B. Čavlovicia-Čavleka, Karlovac (Chorwacja) Widzów: 200 Sędzia: Mathieu Vernice |
|                         |                               |                |                                     |                                                                                         |

| 19 marca 2025 15:30 CET | Włochy U-17 · Luongo 6' | 1:0(1:0)Raport | Słowacja U-17 | Stadion sv. Josipa Radnika, Zagrzeb (Chorwacja) Widzów: 150 Sędzia: Stefan Ebner |
|                         |                         |                |               |                                                                                  |

| 22 marca 2025 12:00 CET | Włochy U-17 · Mambuku 90' · Elimoghale 90+2' | 2:1(0:1)Raport | Ukraina U-17 · 28' (sam.) Bovio | Stadion Lučko, Zagrzeb (Chorwacja) Widzów: 100 Sędzia: Gal Levi |
|                         |                                              |                |                                 |                                                                 |

| 22 marca 2025 15:30 CET | Chorwacja U-17 · Horvat 32', 56' (k) | 2:1(1:0)Raport | Słowacja U-17 · 49' Mateáš | Stadion B. Čavlovicia-Čavleka, Karlovac Widzów: 250 Sędzia: Stefan Ebner |
|                         |                                      |                |                            |                                                                          |

| 25 marca 2025 15:30 CET | Słowacja U-17 | 0:1(0:1)Raport | Ukraina U-17 · 90' Liusin | Stadion sv. Josipa Radnika, Zagrzeb (Chorwacja) Widzów: 70 Sędzia: Gal Levi |
|                         |               |                |                           |                                                                             |

| 26 marca 2025 12:00 CET | Chorwacja U-17 · Benkotić 64' | 1:2(0:1)Raport | Włochy U-17 · 43' Reggiani · 89' Elimoghale | Stadion B. Čavlovicia-Čavleka, Karlovac Widzów: 250 Sędzia: Mathieu Vernice |
|                         |                               |                |                                             |                                                                             |

### Grupa A2
Wszystkie mecze tej grupy odbyły się w Hiszpanii w dniach 19-25 marca.
| Lp. | Drużyna              | M | Mecze | Mecze | Mecze | Bramki | Bramki | Bramki | Pkt |
| Lp. | Drużyna              | M | W     | R     | P     | +      | −      | +/−    | Pkt |
| --- | -------------------- | - | ----- | ----- | ----- | ------ | ------ | ------ | --- |
| 1.  | Niemcy U-17          | 2 | 1     | 1     | 0     | 5      | 4      | +1     | 4   |
| 2.  | Austria U-17         | 2 | 1     | 1     | 0     | 4      | 3      | +1     | 4   |
| 3.  | Hiszpania U-17       | 2 | 1     | 0     | 1     | 4      | 4      | 0      | 3   |
| 4.  | Norwegia U-17 (E, S) | 2 | 0     | 0     | 2     | 2      | 4      | −2     | 0   |

| 19 marca 2025 18:00 CET | Niemcy U-17 · Oteng-Mensah 72' · Staff 73' | 2:2(0:2)Raport | Austria U-17 · 16', 22' Deshihsku | Estadio Romano, Merida (Hiszpania) Widzów: 210 Sędzia: Florjan Lata |
|                         |                                            |                |                                   |                                                                     |

| 19 marca 2025 18:00 CET | Hiszpania U-17 · Rodríguez 44' · Durá 81' | 2:1(1:0)Raport | Norwegia U-17 · 89' Mengshoel | Estadio Francisco de la Hera, Almendralejo Widzów: 2 800 Sędzia: Ben McMaster |
|                         |                                           |                |                               |                                                                               |

| 22 marca 2025 16:00 CET | Austria U-17 · Feldinger 31' · Dobis 72' | 2:1(1:1)Raport | Norwegia U-17 · 7' Slørdal | Estadio Romano, Merida (Hiszpania) Sędzia: Alexandros Tsakalidis |
|                         |                                          |                |                            |                                                                  |

| 22 marca 2025 18:00 CET | Hiszpania U-17 · Fernández 67' · Oyono 70' | 2:3(0:0)Raport | Niemcy U-17 · 50' Staff · 63' Karl · 90+2' Oteng-Mensah | Estadio Francisco de la Hera, Almendralejo Sędzia: Ben McMaster |
|                         |                                            |                |                                                         |                                                                 |

| 25 marca 2025 18:00 CET | Austria U-17 | –Raport | Hiszpania U-17 | Estadio Romano, Merida (Hiszpania) Sędzia: Florian Lata |
|                         |              |         |                |                                                         |

| 25 marca 2025 18:00 CET | Norwegia U-17 | –Raport | Niemcy U-17 | Estadio Francisco de la Hera, Almendralejo (Hiszpania) Sędzia: Alexandros Tsakalidis |
|                         |               |         |             |                                                                                      |

### Grupa A3
Wszystkie mecze tej grupy odbyły się we Francji w dniach 19-25 marca.
| Lp. | Drużyna            | M | Mecze | Mecze | Mecze | Bramki | Bramki | Bramki | Pkt |
| Lp. | Drużyna            | M | W     | R     | P     | +      | −      | +/−    | Pkt |
| --- | ------------------ | - | ----- | ----- | ----- | ------ | ------ | ------ | --- |
| 1.  | Francja U-17       | 2 | 2     | 0     | 0     | 8      | 1      | +7     | 6   |
| 2.  | Dania U-17         | 2 | 1     | 0     | 1     | 4      | 5      | −1     | 3   |
| 3.  | Grecja U-17        | 2 | 1     | 0     | 1     | 4      | 4      | 0      | 3   |
| 4.  | Finlandia U-17 (E) | 2 | 0     | 0     | 2     | 1      | 7      | −6     | 0   |

| 19 marca 2025 15:00 CET | Francja U-17 · Eymard 45+1', 56' · Azizi 66' · N'Guessan 72' | 4:0(1:0)Raport | Finlandia U-17 | Stade André-Darrigade, Dax Widzów: 1 800 Sędzia: Rares Vidican |
|                         |                                                              |                |                |                                                                |

| 19 marca 2025 18:00 CET | Dania U-17 · Panduro 10' · Al-Najar 65' · Pimpong 90' | 3:1(1:0)Raport | Grecja U-17 · 71' Souvlatzis | Plaine des Sports, Saint-Paul-lès-Dax (Francja) Widzów: 150 Sędzia: Oguzhan Çakir |
|                         |                                                       |                |                              |                                                                                   |

| 22 marca 2025 15:00 CET | Francja U-17 · Azizi 33' · N'Guessan 28', 36' · Mbaye 52' | 4:1(3:1)Raport | Dania U-17 · 31' Ambæk | Plaine des Sports, Saint-Paul-lès-Dax Sędzia: Dalibor Černý |
|                         |                                                           |                |                        |                                                             |

| 22 marca 2025 18:00 CET | Grecja U-17 · Ioannou 33', 53' · Nempis 57' | 3:1(1:1)Raport | Finlandia U-17 · 11' Rantasalmi | Stade André-Darrigade, Dax (Francja) Sędzia: Rares Vidican |
|                         |                                             |                |                                 |                                                            |

| 25 marca 2025 16:00 CET | Grecja U-17 | –Raport | Francja U-17 | Plaine des Sports, Saint-Paul-lès-Dax (Francja) Sędzia: Oguzhan Çakir |
|                         |             |         |              |                                                                       |

| 25 marca 2025 16:00 CET | Finlandia U-17 | –Raport | Dania U-17 | Stade André-Darrigade, Dax (Francja) Sędzia: Dalibor Černý |
|                         |                |         |            |                                                            |

### Grupa A4
Wszystkie mecze tej grupy odbyły się w Portugalii w dniach 19-25 marca.
| Lp. | Drużyna              | M | Mecze | Mecze | Mecze | Bramki | Bramki | Bramki | Pkt |
| Lp. | Drużyna              | M | W     | R     | P     | +      | −      | +/−    | Pkt |
| --- | -------------------- | - | ----- | ----- | ----- | ------ | ------ | ------ | --- |
| 1.  | Portugalia U-17      | 2 | 2     | 0     | 0     | 5      | 1      | +4     | 6   |
| 2.  | Serbia U-17          | 2 | 1     | 1     | 0     | 2      | 1      | +1     | 4   |
| 3.  | Węgry U-17           | 2 | 0     | 1     | 1     | 1      | 3      | −2     | 1   |
| 4.  | Holandia U-17 (E, S) | 2 | 0     | 0     | 2     | 1      | 4      | −3     | 0   |

| 19 marca 2025 12:00 CET | Holandia U-17 | 0:1(0:0)Raport | Serbia U-17 · 47' Zarić | Pista de Atletismo Gémeos Castro, Guimarães (Portugalia) Widzów: 102 Sędzia: Kevin O'Sullivan |
|                         |               |                |                         |                                                                                               |

| 19 marca 2025 16:00 CET | Portugalia U-17 · Neves 38' · Cabral 60' | 2:0(1:0)Raport | Węgry U-17 | Cidade Desportiva SC Braga, Braga Widzów: 342 Sędzia: Mikkel Redder |
|                         |                                          |                |            |                                                                     |

| 22 marca 2025 13:00 CET | Serbia U-17 · Soprenić 84' | 1:1(0:0)Raport | Węgry U-17 · 68' Galambos | Centro Treinos Campo, Barcelos (Portugalia) Sędzia: Kevin O'Sullivan |
|                         |                            |                |                           |                                                                      |

| 22 marca 2025 17:00 CET | Portugalia U-17 · Cabral 36' · Furtado 41' · Lima 43' | 3:1(3:0)Raport | Holandia U-17 · 86' Neijenhuis | Estádio do FC Vizela, Vizela Sędzia: Ross Hardie |
|                         |                                                       |                |                                |                                                  |

| 25 marca 2025 16:00 CET | Serbia U-17 | –Raport | Portugalia U-17 | Estádio Cidade de Barcelos, Barcelos (Portugalia) Sędzia: Ross Hardie |
|                         |             |         |                 |                                                                       |

| 25 marca 2025 16:00 CET | Węgry U-17 | –Raport | Holandia U-17 | Estádio Municipal de Fafe, Fafe (Portugalia) Sędzia: Mikkel Redder |
|                         |            |         |               |                                                                    |

### Grupa A5
Wszystkie mecze tej grupy odbyły się w Szwajcarii w dniach 19-25 marca.
| Lp. | Drużyna             | M | Mecze | Mecze | Mecze | Bramki | Bramki | Bramki | Pkt |
| Lp. | Drużyna             | M | W     | R     | P     | +      | −      | +/−    | Pkt |
| --- | ------------------- | - | ----- | ----- | ----- | ------ | ------ | ------ | --- |
| 1.  | Szwajcaria U-17     | 2 | 2     | 0     | 0     | 4      | 2      | +2     | 6   |
| 2.  | Czechy U-17         | 2 | 1     | 1     | 0     | 4      | 3      | +1     | 4   |
| 3.  | Turcja U-17         | 2 | 0     | 1     | 1     | 3      | 4      | −1     | 1   |
| 4.  | Szwecja U-17 (E, S) | 2 | 0     | 0     | 2     | 2      | 4      | −2     | 0   |

| 19 marca 2025 13:30 CET | Turcja U-17 · Ertem 43' (k) · Akdoğan 65' | 2:3(1:1)Raport | Szwajcaria U-17 · 45+3' Lazri · 48', 69' (k) Llukes | Esp Stadium, Baden (Szwajcaria) Widzów: 1 411 Sędzia: Oliver Reitala |
|                         |                                           |                |                                                     |                                                                      |

| 19 marca 2025 19:30 CET | Czechy U-17 · Potměšil 28' · Čížek 34' · Křivánek 82' | 3:2(2:2)Raport | Szwecja U-17 · 11' van der Laan · 36' Brantlind | Esp Stadium, Baden (Szwajcaria) Widzów: 173 Sędzia: João Gonçalves |
|                         |                                                       |                |                                                 |                                                                    |

| 22 marca 2025 12:00 CET | Czechy U-17 · Novák 45' | 1:1(1:1)Raport | Turcja U-17 · 17' Akdoğan | Esp Stadium, Baden (Szwajcaria) Sędzia: Matthias Jöllenbeck |
|                         |                         |                |                           |                                                             |

| 22 marca 2025 18:00 CET | Szwajcaria U-17 · Llukes 14' | 1:0(1:0)Raport | Szwecja U-17 | Esp Stadium, Baden (Szwajcaria) Sędzia: João Gonçalves |
|                         |                              |                |              |                                                        |

| 25 marca 2025 18:30 CET | Szwajcaria U-17 | –Raport | Czechy U-17 | Esp Stadium, Baden (Szwajcaria) Sędzia: Oliver Reitala |
|                         |                 |         |             |                                                        |

| 25 marca 2025 18:30 CET | Szwecja U-17 | –Raport | Turcja U-17 | Stadion Bergholz, Will (Szwajcaria) Sędzia: Matthias Jöllenbeck |
|                         |              |         |             |                                                                 |

### Grupa A6
Wszystkie mecze tej grupy odbyły się w Polsce w dniach 19-25 marca.
| Lp. | Drużyna              | M | Mecze | Mecze | Mecze | Bramki | Bramki | Bramki | Pkt |
| Lp. | Drużyna              | M | W     | R     | P     | +      | −      | +/−    | Pkt |
| --- | -------------------- | - | ----- | ----- | ----- | ------ | ------ | ------ | --- |
| 1.  | Belgia U-17 (A)      | 3 | 2     | 1     | 0     | 5      | 3      | +2     | 7   |
| 2.  | Irlandia U-17        | 3 | 2     | 0     | 1     | 7      | 1      | +6     | 6   |
| 3.  | Polska U-17 (E, S)   | 3 | 0     | 2     | 1     | 3      | 5      | −2     | 2   |
| 4.  | Islandia U-17 (E, S) | 3 | 0     | 1     | 2     | 2      | 8      | −6     | 1   |

| 19 marca 2025 14:00 CET | Belgia U-17 · Fernandez 54' (k) | 1:0(0:0)Raport | Irlandia U-17 | Stadion Miejski im. K. Kucharskiego, Gryfice (Polska) Widzów: 450 Sędzia: Seth Galia |
|                         |                                 |                |               |                                                                                      |

| 19 marca 2025 14:00 CET | Islandia U-17 · Kristjánsson 90' (k) | 1:1(0:0)Raport | Polska U-17 · 29' Karmelita | Stadion ZOS Bałtyk, Koszalin (Polska) Widzów: 526 Sędzia: Dmytro Kubriak |
|                         |                                      |                |                             |                                                                          |

| 22 marca 2025 14:00 CET | Belgia U-17 · De Wannemacker 51' · De Cat 82' | 2:1(0:0)Raport | Islandia U-17 · 70' Arnarsson | Stadion Miejski im. K. Kucharskiego, Gryfice (Polska) Sędzia: Danilo Nikolić |
|                         |                                               |                |                               |                                                                              |

| 22 marca 2025 14:00 CET | Polska U-17 | 0:2(0:0)Raport | Irlandia U-17 · 71', 77' Umeh | Stadion ZOS Bałtyk, Koszalin (Polska) Sędzia: Seth Galia |
|                         |             |                |                               |                                                          |

| 25 marca 2025 14:00 CET | Polska U-17 · Gmur 33' · Delikat 60' | 2:2(1:0)Raport | Belgia U-17 · 64' De Cat · 84' Fernandez | Stadion ZOS Bałtyk, Koszalin (Polska) Sędzia: Dmytro Kubriak |
|                         |                                      |                |                                          |                                                              |

| 25 marca 2025 14:00 CET | Irlandia U-17 · Umeh 14', 57' · Canny 32' · Sherlock 77' (k) · Akinrintoyo 87' | 5:0(2:0)Raport | Islandia U-17 | Stadion Miejski im. K. Kucharskiego, Gryfice (Polska) Sędzia: Danilo Nikolić |
|                         |                                                                                |                |               |                                                                              |

### Grupa A7
Wszystkie mecze tej grupy odbyły się w Anglii w dniach 19-25 marca.
| Lp. | Drużyna                | M | Mecze | Mecze | Mecze | Bramki | Bramki | Bramki | Pkt |
| Lp. | Drużyna                | M | W     | R     | P     | +      | −      | +/−    | Pkt |
| --- | ---------------------- | - | ----- | ----- | ----- | ------ | ------ | ------ | --- |
| 1.  | Anglia U-17 (A)        | 2 | 2     | 0     | 0     | 5      | 2      | +3     | 6   |
| 2.  | Izrael U-17            | 2 | 1     | 0     | 1     | 1      | 2      | −1     | 3   |
| 3.  | Słowenia U-17          | 2 | 0     | 1     | 1     | 3      | 4      | −1     | 1   |
| 4.  | Irlandia Północna U-17 | 2 | 0     | 1     | 1     | 1      | 2      | −1     | 1   |

| 19 marca 2025 16:00 CET | Anglia U-17 · Gomes Rodríguez 25', 60' | 2:0(1:0)Raport | Izrael U-17 | St George's Park NFC, Burton upon Trent Widzów: 285 Sędzia: Karel Rouček |
|                         |                                        |                |             |                                                                          |

| 19 marca 2025 20:00 CET | Słowenia U-17 · Jereb 86' (k) | 1:1(0:0)Raport | Irlandia Północna U-17 · 77' (k) O'Neill | St George's Park NFC, Burton upon Trent (Anglia) Widzów: 86 Sędzia: Jasmin Sabotic |
|                         |                               |                |                                          |                                                                                    |

| 22 marca 2025 16:00 CET | Anglia U-17 · Simmonds 3' · McAidoo 10' · Gomes Rodríguez 84' | 3:2(2:1)Raport | Słowenia U-17 · 16' Kozar · 75' Videnović | St George's Park NFC, Burton upon Trent (Anglia) Sędzia: Jasmin Sabotic |
|                         |                                                               |                |                                           |                                                                         |

| 22 marca 2025 20:00 CET | Irlandia Północna U-17 | 0:1(0:0)Raport | Izrael U-17 · 90' Lusky | St George's Park NFC, Burton upon Trent (Anglia) Sędzia: Patryk Gryckiewicz |
|                         |                        |                |                         |                                                                             |

| 25 marca 2025 20:00 CET | Irlandia Północna U-17 | –Raport | Anglia U-17 | St George's Park NFC, Burton upon Trent (Anglia) Sędzia: Karel Rouček |
|                         |                        |         |             |                                                                       |

| 25 marca 2025 20:00 CET | Izrael U-17 | –Raport | Słowenia U-17 | St George's Park NFC, Burton upon Trent (Anglia) Sędzia: Patryk Gryckiewicz |
|                         |             |         |               |                                                                             |

### Grupa B1
Wszystkie mecze tej grupy odbyły się w Szkocji w dniach 19-25 marca.
| Lp. | Drużyna                 | M | Mecze | Mecze | Mecze | Bramki | Bramki | Bramki | Pkt |
| Lp. | Drużyna                 | M | W     | R     | P     | +      | −      | +/−    | Pkt |
| --- | ----------------------- | - | ----- | ----- | ----- | ------ | ------ | ------ | --- |
| 1.  | Szkocja U-17            | 2 | 1     | 1     | 0     | 4      | 2      | +2     | 4   |
| 2.  | Macedonia Północna U-17 | 2 | 1     | 1     | 0     | 3      | 2      | +1     | 4   |
| 3.  | Rumunia U-17            | 2 | 1     | 0     | 1     | 10     | 2      | +8     | 3   |
| 4.  | Liechtenstein U-17 (E)  | 2 | 0     | 0     | 2     | 0      | 11     | −11    | 0   |

| 19 marca 2025 12:00 CET | Rumunia U-17 · Ninaci 12' · Țăroi 33', 63' · Bota 37' · Banu 40' · Ungureanu 68' · Cojocariu 83' · Avrămescu 89', 90+1' · Radu 90+4' | 10:0(4:0)Raport | Liechtenstein U-17 | Broadwood Stadium, Cumbernauld (Szkocja) Sędzia: Bence Csonka |
|                         | |                 |                    |                                                               |

| 19 marca 2025 16:30 CET | Szkocja U-17 · Boyd 52' · Hogarth 80' | 2:2(0:1)Raport | Macedonia Północna U-17 · 40' Markoski · 83' Zhaku | Broadwood Stadium, Cumbernauld (Szkocja) Sędzia: Matteo Marchetti |
|                         |                                       |                |                                                    |                                                                   |

| 22 marca 2025 16:30 CET | Macedonia Północna U-17 · Hodja 30' | 1:0(1:0)Raport | Liechtenstein U-17 | Broadwood Stadium, Cumbernauld (Szkocja) Sędzia: Bence Csonka |
|                         |                                     |                |                    |                                                               |

| 22 marca 2025 20:30 CET | Rumunia U-17 | 0:2(0:0)Raport | Szkocja U-17 · 53' Borland · 90' Masson | Broadwood Stadium, Cumbernauld (Szkocja) Sędzia: Sven Wolfensberger |
|                         |              |                |                                         |                                                                     |

| 25 marca 2025 16:00 CET | Macedonia Północna U-17 | –Raport | Rumunia U-17 | Broadwood Stadium, Cumbernauld (Szkocja) Sędzia: Matteo Marchetti |
|                         |                         |         |              |                                                                   |

| 25 marca 2025 16:00 CET | Liechtenstein U-17 | –Raport | Szkocja U-17 | Falkirk Stadium, Falkirk (Szkocja) Sędzia: Sven Wolfensberger |
|                         |                    |         |              |                                                               |

### Grupa B2
Wszystkie mecze tej grupy odbyły się w Bośni i Hercegowinie w dniach 12-18 maja.
| Lp. | Drużyna                   | M | Mecze | Mecze | Mecze | Bramki | Bramki | Bramki | Pkt |
| Lp. | Drużyna                   | M | W     | R     | P     | +      | −      | +/−    | Pkt |
| --- | ------------------------- | - | ----- | ----- | ----- | ------ | ------ | ------ | --- |
| 1.  | Armenia U-17              | 0 | 0     | 0     | 0     | 0      | 0      | 0      | 0   |
| 2.  | Bośnia i Hercegowina U-17 | 0 | 0     | 0     | 0     | 0      | 0      | 0      | 0   |
| 3.  | Białoruś U-17             | 0 | 0     | 0     | 0     | 0      | 0      | 0      | 0   |
| 4.  | San Marino U-17           | 0 | 0     | 0     | 0     | 0      | 0      | 0      | 0   |

### Grupa B3
Wszystkie mecze tej grupy odbyły się w dniach 4-10 czerwca.
| Lp. | Drużyna         | M | Mecze | Mecze | Mecze | Bramki | Bramki | Bramki | Pkt |
| Lp. | Drużyna         | M | W     | R     | P     | +      | −      | +/−    | Pkt |
| --- | --------------- | - | ----- | ----- | ----- | ------ | ------ | ------ | --- |
| 1.  | Estonia U-17    | 0 | 0     | 0     | 0     | 0      | 0      | 0      | 0   |
| 2.  | Gibraltar U-17  | 0 | 0     | 0     | 0     | 0      | 0      | 0      | 0   |
| 3.  | Łotwa U-17      | 0 | 0     | 0     | 0     | 0      | 0      | 0      | 0   |
| 4.  | Czarnogóra U-17 | 0 | 0     | 0     | 0     | 0      | 0      | 0      | 0   |

### Grupa B4
Wszystkie mecze tej grupy odbyły się na Cyprze w dniach 7-13 marca.
| Lp. | Drużyna       | M | Mecze | Mecze | Mecze | Bramki | Bramki | Bramki | Pkt |
| Lp. | Drużyna       | M | W     | R     | P     | +      | −      | +/−    | Pkt |
| --- | ------------- | - | ----- | ----- | ----- | ------ | ------ | ------ | --- |
| 1.  | Cypr U-17     | 3 | 2     | 1     | 0     | 3      | 0      | +3     | 7   |
| 2.  | Kosowo U-17   | 3 | 1     | 2     | 0     | 1      | 0      | +1     | 5   |
| 3.  | Andora U-17   | 3 | 1     | 1     | 1     | 1      | 1      | 0      | 4   |
| 4.  | Mołdawia U-17 | 3 | 0     | 0     | 3     | 0      | 4      | −4     | 0   |

| 7 marca 2025 10:00 CET | Kosowo U-17 | 0:0(0:0)Raport | Andora U-17 | Sotira Municipal Stadium, Sotira (Cypr) Sędzia: Mateo Erceg |
|                        |             |                |             |                                                             |

| 7 marca 2025 14:00 CET | Cypr U-17 · Charalampous 7' · Stylianou 74' | 2:0(1:0)Raport | Mołdawia U-17 | Stadion Dasaki, Achna Sędzia: Wojciech Myć |
|                        |                                             |                |               |                                            |

| 10 marca 2025 10:00 CET | Kosowo U-17 · Ahmeti 41' | 1:0(1:0)Raport | Mołdawia U-17 | Sotira Municipal Stadium, Sotira (Cypr) Sędzia: Florian Badstübner |
|                         |                          |                |               |                                                                    |

| 10 marca 2025 14:00 CET | Cypr U-17 · Thoma 61' | 1:0(1:0)Raport | Andora U-17 | Stadion Dasaki, Achna Sędzia: Mateo Erceg |
|                         |                       |                |             |                                           |

| 13 marca 2025 14:00 CET | Cypr U-17 | 0:0(0:0)Raport | Kosowo U-17 | Stadion Dasaki, Achna Sędzia: Florian Badstübner |
|                         |           |                |             |                                                  |

| 13 marca 2025 14:00 CET | Andora U-17 · Juanfran 83' (k) | 1:0(0:0)Raport | Mołdawia U-17 | Sotira Municipal Stadium, Sotira (Cypr) Sędzia: Wojciech Myć |
|                         |                                |                |               |                                                              |

### Grupa B5
Wszystkie mecze tej grupy odbyły się na Malcie w dniach 10-16 kwietnia.
| Lp. | Drużyna          | M | Mecze | Mecze | Mecze | Bramki | Bramki | Bramki | Pkt |
| Lp. | Drużyna          | M | W     | R     | P     | +      | −      | +/−    | Pkt |
| --- | ---------------- | - | ----- | ----- | ----- | ------ | ------ | ------ | --- |
| 1.  | Bułgaria U-17    | 0 | 0     | 0     | 0     | 0      | 0      | 0      | 0   |
| 2.  | Wyspy Owcze U-17 | 0 | 0     | 0     | 0     | 0      | 0      | 0      | 0   |
| 3.  | Luksemburg U-17  | 0 | 0     | 0     | 0     | 0      | 0      | 0      | 0   |
| 4.  | Malta U-17       | 0 | 0     | 0     | 0     | 0      | 0      | 0      | 0   |

### Grupa B6
| Lp. | Drużyna          | M | Mecze | Mecze | Mecze | Bramki | Bramki | Bramki | Pkt |
| Lp. | Drużyna          | M | W     | R     | P     | +      | −      | +/−    | Pkt |
| --- | ---------------- | - | ----- | ----- | ----- | ------ | ------ | ------ | --- |
| 1.  | Albania U-17     | 1 | 1     | 0     | 0     | 4      | 1      | +3     | 3   |
| 2.  | Walia U-17       | 0 | 0     | 0     | 0     | 0      | 0      | 0      | 0   |
| 3.  | Azerbejdżan U-17 | 1 | 0     | 0     | 1     | 1      | 4      | −3     | 0   |

### Grupa B7
| Lp. | Drużyna         | M | Mecze | Mecze | Mecze | Bramki | Bramki | Bramki | Pkt |
| Lp. | Drużyna         | M | W     | R     | P     | +      | −      | +/−    | Pkt |
| --- | --------------- | - | ----- | ----- | ----- | ------ | ------ | ------ | --- |
| 1.  | Kazachstan U-17 | 1 | 1     | 0     | 0     | 3      | 0      | +3     | 3   |
| 2.  | Litwa U-17      | 0 | 0     | 0     | 0     | 0      | 0      | 0      | 0   |
| 3.  | Gruzja U-17     | 1 | 0     | 0     | 1     | 0      | 3      | −3     | 0   |

### Klasyfikacja II miejsc grupy A
Cztery najlepsze drużyny awansują na Mistrzostwa Świata U-17.
| Lp. | Drużyna        | M | Mecze | Mecze | Mecze | Bramki | Bramki | Bramki | Pkt |
| Lp. | Drużyna        | M | W     | R     | P     | +      | −      | +/−    | Pkt |
| --- | -------------- | - | ----- | ----- | ----- | ------ | ------ | ------ | --- |
| A6. | Irlandia U-17  | 3 | 2     | 0     | 1     | 7      | 1      | +6     | 6   |
| A1. | Chorwacja U-17 | 3 | 2     | 0     | 1     | 5      | 4      | +1     | 6   |
| A5. | Czechy U-17    | 2 | 1     | 1     | 0     | 4      | 3      | +1     | 4   |
| A2. | Austria U-17   | 2 | 1     | 1     | 0     | 4      | 3      | +1     | 4   |
| A4. | Serbia U-17    | 2 | 1     | 1     | 0     | 2      | 1      | +1     | 4   |
| A3. | Dania U-17     | 2 | 1     | 0     | 1     | 4      | 5      | −1     | 3   |
| A7. | Izrael U-17    | 2 | 1     | 0     | 1     | 1      | 2      | −1     | 3   |

## Strzelcy

### 6 goli
- Thomas Campaniello

### 5 goli
- Tino Kusanović
- Petr Potměšil
- Lennart Karl
- Dávid Polťák

### 4 gole
- René Mitongo Muteba
- Jacob Ambæk
- Bruno Katz
- Jairo Beerens
- Jaden Umeh
- Lirjon Abdullahu
- Alexander Staff
- Anísio Cabral
- Adrien Llukes
- Benjamin Brantlind
- Pavlo Liusin

### 3 gole
- Alejandro Gomes Rodríguez
- Niko Horvat
- Patrik Horvat
- Elias Georgiou
- Ilyas Azizi
- Rémi Himbert
- Thibo Negre
- Djylian N'Guessan
- Stavros Ioannou
- Michael Noonan
- Paul McGovern
- Liroy Avrevaya
- Rin Ahmeti
- Stefan Brankovski
- Elion Krosa
- Filip Karmelita
- Oliwier Siniawski
- Bartosz Szywała
- Gil Neves
- Tomás Soares
- Maxim Mateáš
- Fletcher Boyd
- Josip Bralic
- Dmytro Zudin
- William Grainger
- Oliver Blini

### 2 gole
- Gabriel Kulla
- Max Dowman
- Chizaram Ezenwata
- Igor Tyjon
- Dominik Dobis
- Nathan De Cat
- August De Wannemacker
- Noah Fernandez
- Artur Zablotski
- Din Ramić
- Savvas Kontopoulos
- Matija Jovanović
- Kryštof Čížek
- Adam Novák
- Dominik Zajac
- Noah Rantasalmi
- Alberto Velásquez
- Paul Eymard
- Milan Leccese
- Georgios Krommydas
- Konstantinos Souvlatzis
- Andria Bartishvili
- Iago Barreiros
- Òscar Gistau
- Sama Nomoko
- Pedro Rodríguez
- Pharell Nash
- Kelvin Neijenhuis
- Emre Ünüvar
- Ceadach O'Neill
- Tómas Óli Kristjánsson
- Gunnar Olsen
- Guðmar Gauti Sævarsson
- Carmine Mennea
- Rodion Piazenko
- Keziah Oteng-Mensah
- Harald Woxen
- Filip Skorb
- Mauro Furtado
- Bernardo Lima
- Mateus Mide
- Yoan Pereira
- Ianis Avrămescu
- Denis Țăroi
- Vasilije Kostov
- Denis Videnović
- Nevio Scherrer
- Ahmed Saeed
- Hasan Ege Akdoğan
- Hayden Allmark
- János Galambos
- Vincenzo Damiano
- Destiny Elimoghale
- Samuele Inácio
- Luca Reggiani

### 1 gol
- Juanfran
- Joel Viana
- Andre Dike
- Finlay Gorman
- Harry Howell
- Ryan McAidoo
- Lucas Rawlings
- Freddie Simmonds
- Reggie Walsh
- Luca Williams-Barnett
- David Simonian
- Rafael Feldinger
- Johannes Moser
- Alibay Mahmudov
- Jessi Da Silva
- Aaron Murenzi
- Yahor Molchan
- Andrei Lutskovich
- Maksim Sakuta
- Nikša Blagojević
- Matej Deket
- Dino Delić
- Ajdin Ibrahimović
- Armin Spahić
- Eman Subašić
- Kenan Vrban
- Jona Benkotić
- Bruno Mišura
- Pavle Smiljanić
- Roko Vojvodić
- Christos Charalampous
- Antreas Mavroudis
- Orestis Panayiotou
- Ilias Stylianou
- Christodoulos Thoma
- Jovan Anđić
- Andrija Vukoje
- Patrik Jurásek
- Jan Křivánek
- Hugo Sochůrek
- Petr Střeska
- Ali Al-Najar
- Tristan Panduro
- Malik Pimpong
- Sander Alamaa
- Nikita Kalmõkov
- Marten-Chris Paalberg
- Valtteri Lehtomäki
- Niilo Siren
- Otto Tiitinen
- Topias Töllinen
- Ibrahim Mbaye
- Dimitrios Berdos
- Christos Kapellas
- Iason Nempis
- Georgios Siozios
- Konstantinos Theocharis
- Koba Kakashvili
- Georgii Kobakhidze
- Asier Bonel
- Alex Campos
- Alexis Ciria
- Jaume Durá
- Antonio Fernández
- Igor Oyono
- Juan Vacas
- Levi Acheampong
- Ayoub Ouarghi
- Chivano Wijks
- Charles Akinrintoyo
- Billy Canny
- Brody Lee
- Ramón Martos
- Goodness Ogbonna
- Finn Sherlock
- Darragh McCann
- Cead McGrath
- Ásbjörn Líndal Arnarsson
- Egill Orri Arnarsson
- Viktor Daðason
- Alexander Máni Guðjónsson
- Helgi Jóhannsson
- Ilay Ben Simon
- Itamar Chosyd
- Liam Lusky
- Ismail Bekbolat
- Raimbek Kenesbekov
- Abylay Toleukhan
- Artur Trubin
- Dastan Satpayev
- Rin Ahmeti
- Adomas Buikus
- Dovas Grudzinskas
- Kevin Da Silva Fernandes
- Markuss Gomins
- Aleksandar Grashevski
- Ditmir Hodja
- Kristijan Markoski
- Ivo Markovski
- Lorent Zhaku
- David Creța
- Moritz Göttlicher
- Can Armando Güner
- Mussa Kaba
- Jeremiah Mensah
- Salvatore Mule
- Yunus Ünal
- Philip Holseter-Karlsen
- Olav Dobloug Mengshoel
- Jesper Renshusløkken
- Elias Slørdal
- Mikołaj Czerniatowicz
- Karol Delikat
- Tymoteusz Gmur
- Karol Delikat
- Jakub Falkiewicz
- Brandão Baptista
- Martim Chelmik
- Duarte Cunha
- Stevan Manuel
- Rafael Quintas
- Sebastian Banu
- Alexandru Bota
- Raul Cojocariu
- Rareș Coman
- Mihai Ninaci
- Albert Radu
- Bogdan Ungureanu
- Aleksa Petrović
- Miloš Soprenić
- Luka Zarić
- Rocco Baravelli
- Oliver Fecso
- Dominik Pecsuk
- Svit Hočevar
- David Jereb
- Kristjan Kozar
- Žan Meško
- Svit Mlekuž
- Nejc Viher
- Hayden Borland
- Jamie Hislop
- Taylor Hogarth
- Cooper Masson
- Ivan Cossalter
- Ilija Despotovic
- Nico Lazri
- Mladen Mijajlovic
- Love Arrhov
- Björn Hedlöf
- Milian Öberg
- Charlie Pavey
- Elvis van der Laan
- Ahmet Çobanoğlu
- Oğuzhan Ertem
- Mustafa Yortaç
- Ivan Andreyko
- Mukhammad Dzhurabaiev
- Arsen Zalypka
- Louie Bradbury
- Ollie Dewsbury
- Carter Heywood
- Oliver Newman
- Gergely Csóka
- Benjámin Gólik
- Kristóf Lakatos
- Viktor Petrók
- Andrea Luongo
- Jean Mambuku
- Antonio Pirrò
- Samuel Wiafe

### Gole samobójcze
- Darli Kurti (dla Chorwacji)
- Tomás de Almeida (dla Czech)
- Juan Francisco Haddad Cuchiarelli (dla Czech)
- Andrija Vukoje (dla Izraela)
- Topias Töllinen (dla Portugalii)
- Traianos Mokris (dla Węgier)
- Oisin McDonagh (dla Irlandii Północnej)
- Evghenii Macarov (dla Izraela)
- Nebe-Sirak Domnič (dla Czech)
- Milan Kodaj (dla Cypru)
- Leonardo Bovio (dla Ukrainy)